# Langonnet
Langonnet (in bretone: Langoned) è un comune francese di 1 991 abitanti situato nel dipartimento del Morbihan nella regione della Bretagna.

## Società

### Evoluzione demografica
Abitanti censiti